# جامعة ديوستو

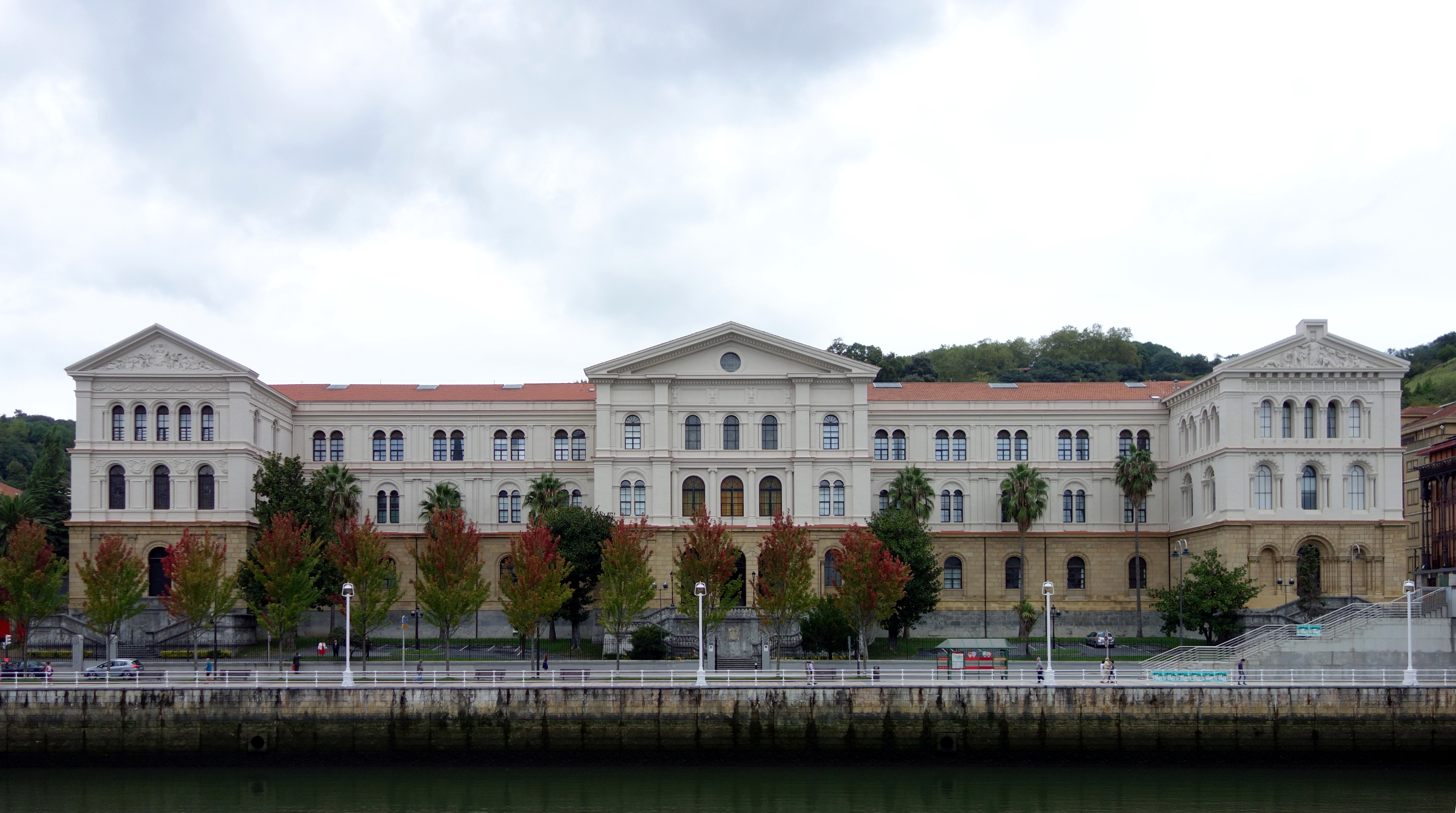
المبنى الرئيسي لجامعة ديوستو.

جامعة ديوستو (بالإسبانية: Universidad de Deusto)‏ هي جامعة كاثوليكية يسوعية خصوصية في اقيلم الباسك في إسبانيا، والتي أُسِّسَت عام 1886، تقع جامعة ديوستو في وسط مدينة بلباو (إحدى مدن اقليم الباسك) وقد صمم هذا المبنى الكبير والجمبل حينها ليعتبر إحدى أكبر المباني في المدينة، اما حاليا فيعتبر المبنى الرئيسي للحرم الجامعي لجامعة ديوستو والذي يقع في الجهة الثانية من النهر (نيرفيون) مقابل متحف غوغنهايم الشهير. وجدت كلية الأعمال عام 1916 والتي بقت الكلية الوحيدة لمدة 50 عاما تقريبا حيث أصبحت فيما بعد كلية الاقتصاد وإدارة الأعمال عام 1937. وهي الآن إحدى أهم وأشهر الجامعات الإسبانية وتستقبل عدد كبير من الطلاب ضمن برنامج (إيراسموس موندوس) من مختلف أنحاء العالم.

## التاريخ

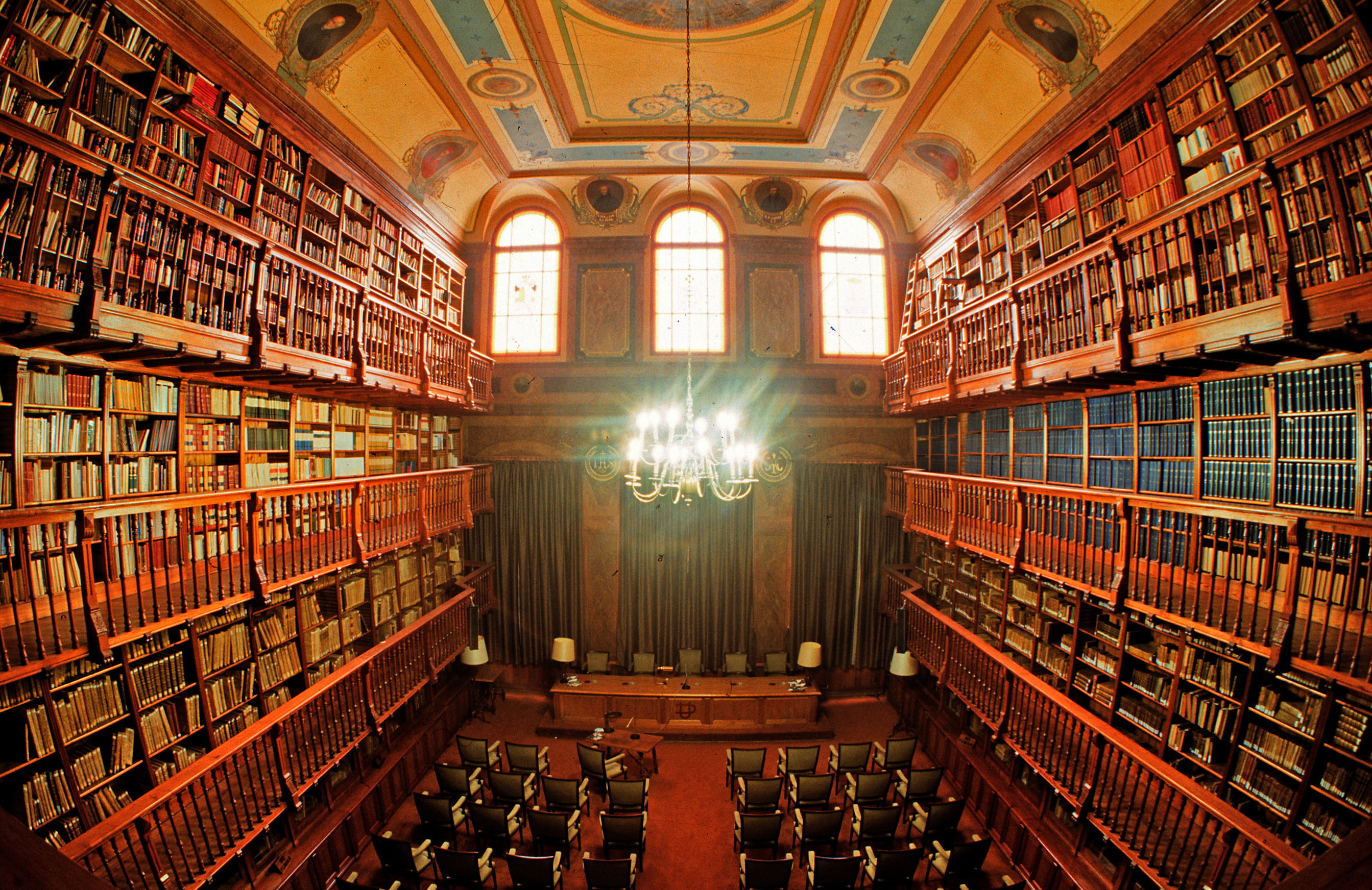
المكتبة القديمة

## من مشاهير الخريجين
- إيميليو بوتين: مصرفي.

## موقع الجامعة
جامعة ديوستو